# 이앤에프프라이빗에퀴티
이앤에프프라이빗에퀴티(E&F Private Equity)는 한국의 사모투자회사이다. 환경 및 폐기물 분야를 전문으로 하며 본사는 서울 강남구 봉은사로에 임태호가 대표이사를 맡고 있다.

## 역사
- 설립일: 2014년 12월 26일

## 투자
5300억 원 규모의 블라인드 펀드를 조성하였으며 국민연금, 산업은행 등 주요 기관투자자들의 출자를 유치하고 있다.

## 투자 기업
대원그린에너지와 새한환경을 SK에코플랜트에 매각하였다 인선이엔티, 영흥산업환경. 코엔텍, 쎄노텍, 이큐브랩, 이큐브랩 등에 투자하였다.

## 참고문헌
1. ↑  심두보, 정한 E&F PE 본부장 "전문성·확장성 동시에", 딜사이트, 2021.03.03
2. ↑  `폐기물 강자` E&F PE, 5300억 규모 블라인드펀드 결성 완료, 매일경제, 2021-12-17
3. ↑  E&F PE, 대원그린에너지·새한환경 SK에코플랜트에 1400억 매각, 머니투데이, 2021.06.03
4. ↑  펀딩 실패 2년, 엑시트 답 될까 뉴스톱 2025.02.07